# Kentucky (1938)
Kentucky (bra: Romance do Sul) é um filme norte-americano de 1938, do gênero drama romântico, dirigido por David Butler  e estrelado por Loretta Young e Richard Greene.

## Produção
O filme adapta a história de Romeu e Julieta para as pradarias de Kentucky, tendo como fundo as corridas de cavalos, com as quais aquele estado é frequentemente associado. O clímax, significativamente, é desenrolado durante um Kentucky Derby.
Produto de seu tempo, o filme mostra uma visão estereotipada das relações inter-raciais, se não tão ofensiva quanto outras películas da década de 1930, pelo menos suficiente para deixar muitos espectadores desconfortáveis.
Após receber o Oscar de Melhor Ator Coadjuvante por Come and Get It, dois anos antes, Walter Brennan foi novamente agraciado com sua segunda estatueta nessa categoria. Ele repetiria o feito pela terceira vez por The Westerner, mais dois anos à frente. Kentucky está na lista de seus dez melhores filmes, segundo o crítico e historiador Ken Wlaschin.
Darryl F. Zanuck, chefe do estúdio Fox, decidiu fazer uma refilmagem do filme, lançando em 1940 Serenata Tropical, apresentando Carmen Miranda ao público estadunidense.

## Sinopse
As famílias Goodwin e Dillon estão em pé de guerra desde a Guerra Civil, quando soldados da União, comandados pelos Dillon, tomaram os estábulos dos Goodwin.
No presente, Jack Dillon, sob nome falso, vai treinar os cavalos dos Goodwin. Ele e Sally Goodwin se apaixonam em meio a complicações após a morte do pai da jovem. Essas complicações incluem dívidas dos Goodwin a serem pagas com a venda dos cavalos e uma velha aposta entre os patriarcas dos lados litigantes. Tudo fica ainda pior quando Sally descobre a verdadeira identidade de Jack.

## Premiações
| Patrocinador                                  | Prêmio     | Categoria               | Recipiente     | Situação |
| --------------------------------------------- | ---------- | ----------------------- | -------------- | -------- |
| Academia de Artes e Ciências Cinematográficas | Oscar 1939 | Melhor ator coadjuvante | Walter Brennan | Venceu   |

## Elenco
| Ator/Atriz         | Personagem                 |
| ------------------ | -------------------------- |
| Loretta Young      | Sally Goodwin              |
| Richard Greene     | Jack Dillon                |
| Walter Brennan     | Peter Goodwin (1938)       |
| Douglass Dumbrille | John Dillon (1861)         |
| Karen Morley       | Senhora Goodwin (1861)     |
| Moroni Olsen       | John Dillon (1938)         |
| Russell Hicks      | Thad Goodwin (1861)        |
| Willard Robertson  | Bob Slocum                 |
| Charles Waldrom    | Thad Goodwin (1938)        |
| George Reed        | Ben                        |
| Bobs Watson        | Peter Goodwin (1861)       |
| Delmar Watson      | Thad Goodwin Júnior (1861) |
| Leona Roberts      | Grace Goodwin              |
| Charles Lane       | leiloeiro                  |
| Charles Middleton  | sulista                    |